# Јељск
Јељск (блр. Ельск; рус. Е́льск; пољ. Jelsk) је град на југу Белорусије, и административни је центар Јељског рејона Гомељске области. Град се налази на око 25 км јужније од града Мозира, односно око 20 км северније од границе са Украјином. Административни центар провинције град Гомељ налази се 177 км североисточније.
Према подацима пописа становништва из 2009. у граду је живело 9.725 становника.
Најважнија градска знаменитост је црква Свете Тројице из 1770. године.

## Историја
Насеље под именом Каралин које се налазило на месту савременог града по први пут се помиње у XVI веку. У насељу је почетком XX века живело нешто више од 900 становника. Јељск је у септембру 1938. административно уређен као насеље градског типа и то време у њему је живело око 4.000 становника. Службени статус града има од 1971. године.

## Становништво
Према процени, у граду је [2012]. живело 9.725 становника.
| 1979. | 1989. | 1999. | 2009. | 2012. |
| ----- | ----- | ----- | ----- | ----- |
| 8.424 | 9.632 | 9.632 | 9.414 | 9.725 |